# Lawrence Marston
Pour les articles homonymes, voir Marston (homonymie).
Lawrence Marston est un réalisateur et scénariste américain.

## Biographie
Il a d'abord travaillé dans l'univers du théâtre, comme acteur, producteur et metteur en scène. À partir de 1912, il est venu au cinéma comme directeur à la société Thanhouser Company, puis à la Biograph Company.

## Filmographie
Comme réalisateur
- 1912 : The Star of Bethlehem (en)
- 1913 : The Evidence of the Film
- 1914 : The Fatal Wedding
- 1914 : The Woman in Black
- 1914 : Under the Gaslight (en)
- 1916 : The Marriage Bond